# Лу Сяофэн: До и после поединка (фильм, 1981)
«Лу Сяофэн: До и после поединка» (кит. трад. 陸小鳳之決戰前後, палл. Лу Сяо Фэн чжи цзюэ чжань цянь хоу) или «Поединок столетия» (англ. The Duel of the Century) — художественный фильм 1981 года режиссёра и сценариста Чу Юаня. Экранизация одного из романов писателя Гу Луна. Второй фильм студии братьев Шао после «Клана амазонок» (1978), в котором Энтони Лау играет сыщика Лу Сяофэна в фильме под режиссурой Чу Юаня.

## Сюжет
Первоклассный детектив Лу Сяофэн и его слепой, но интуитивный друг, Хуа Маньлоу, озадачены вопросом, почему Е Гучэн, мечник, о котором оба они высокого мнения, вызвал героя Симэнь Чуйсюэ на смертельный поединок, который должен произойти на императорском дворе. Когда у Гучэна спрашивают, почему он желает смерти Чуйсюэ, тот уклоняется от ответа. Разрываясь между двумя героями, Лу Сяофэн решает раскрыть этот секрет и выявляет заговор с участием самозванцев, лам и наёмных ниндзя, скрывающихся на каждом углу.

## Исполнители ролей
- Юэ Хуа[англ.] — Симэнь Чуйсюэ[кит.] (西門吹雪)
- Джейсон Бай[кит.] — Е Гучэн (葉孤城)
- Лю Юн — Лу Сяофэн[англ.] (陸小鳳)
- Сунь Цзянь[кит.] — Хуа Маньлоу (花滿樓)
- Ку Куньчун[кит.] — Янь Жэньин (嚴人英)
- Чхо Сёнвань — Оуян Цин (歐陽倩)
- Цзин Ли[англ.] — Лэн Цинцю (冷淸秋)
- Тан Цзин[англ.] — Ван Ань (王安)
- Хелен Пхунь[кит.] — Сунь Сючжэнь (孫秀真)
- Нгай Фэй — Гу Цинфэн (顧青鋒)
- Вон Юн[кит.] — император (皇帝)

## Кассовые сборы
Премьера картины состоялась 22 октября 1981 года. Итоговые кассовые сборы от семи дней гонконгского кинопроката составили 1 437 874 HK$.

## Отзывы
Кинокритик Эндрю Прагасам с ресурса The Spinning Image сравнивает кинокартину с предшественником, «Кланом амазонок» (1978), который он называет «тусклым». Дж. Дойл Уоллис на сайте новостей о домашнем видео и рецензий DVD Talk объявляет проект «довольно слабым фехтовальным фильмом Чу Юаня».

## Видеорелизы
Известные издания фильма на цифровых носителях приведены в таблице.
| Тип носителя      | VCD                         | DVD                         | DVD                |
| Дата выпуска      | 19 августа 2004 года        | 19 августа 2004 года        | 17 марта 2009 года |
| Звуковые дорожки  | Путунхуа                    | Путунхуа                    | Путунхуа           |
| Продолжительность | 94 мин                      | 94 мин                      | 95 мин             |
| Издатель          | Intercontinental Video (HK) | Intercontinental Video (HK) | Well Go USA, Inc.  |
| Субтитры          | - Английские/китайские      | - Английские/китайские      | - Английские       |